# Fetiasite
La fetiasite è un minerale.